# Несмотря на падающий снег
«Несмотря на падающий снег» (Despite the Falling Snow) — британо-канадский художественный фильм 2016 года режиссёра Шамим Сариф, снятый по её собственной новелле с таким же названием. Фильм впервые был показан в Великобритании 15 апреля 2016 года.

## Сюжет
Основное действие фильма разворачивается в Советском Союзе после смерти Сталина. Юная девушка Катя, потерявшая своих родителей в период сталинских репрессий, пытается казаться убеждённой коммунисткой, но на деле ненавидит режим и шпионит в пользу Соединённых Штатов. Её друг Миша помогает ей снабжать американцев важной информацией. Выполняя своё очередное задание, она встречает молодого человека Сашу, который работает в МИД СССР. Шпионя за ним, Катя в итоге выходит за Сашу замуж, но не всё идёт по плану. Она влюбляется в Сашу и намерена вместе с ним бежать в США. Незадолго до отъезда она пропадает, а Саша остаётся в Америке один и становится успешным бизнесменом.
30 лет спустя Саша вместе с племянницей Лорен возвращается в постсоветскую Россию, чтобы найти разгадку исчезновения Кати. Они встречают спившегося Мишу, который в итоге рассказывает, что застрелил Катю перед её отъездом в Штаты.

## Производство
Фильм снимался в Белграде.

## Награды
Фильм получил три награды в 2016 году на пражском фестивале Prague Independent Film Festival, в том числе за лучший игровой фильм, лучшую женскую роль (Ребекка Фергюсон) и лучшую мужскую роль второго плана (Энтони Хэд).